# Georgetownský experiment
Georgetownský experiment byl první veřejnou demonstrací strojového překladu, která proběhla 7. ledna 1954 v newyorském sídle IBM. Počítač IBM 701 přeložil asi 60 pečlivě vybraných ruských vět do angličtiny, slovník obsahoval asi 250 slov. Program byl přizpůsoben této konkrétní sadě vět, pracoval však s morfologií i syntaxí a uměl rozlišovat význam i podle kontextu. Hlavním iniciátorem byl lingvista Leon Dostert a událost vzbudila velké ohlasy mezi odbornou a částečně i laickou veřejností. V tomto ohledu také splnil experiment svou hlavní roli, protože zajistil finanční prostředky pro výzkum strojového překladu po další více než dekádu. 

## Okolnosti
První dochovaná konkrétní zmínka o použití moderních počítačů k překladu mezi jazyky je dopisová korespondence mezi Warrenem Weaverem a Andrew Boothem z roku 1947. V roce 1948 provedl Booth s Richardem Richensem první pokusy s mechanickým překladem, jak se tehdy strojovému překladu říkalo, pomocí děrných štítků.
V roce 1949 pak Warren Weaver napsal memorandum, které vedlo k vážnému zájmu o strojový překlad. V následujících letech se na mnoha amerických univerzitách rozběhl výzkum možností strojového překladu, přičemž na MIT se jako první objevila v roce 1951 oficiální pozice výzkumníka možností lingvistických aplikací počítačů, především pak strojového překladu. Zde nutno podotknout, že do té doby byly aplikace počítačů výhradně numerické, takže jakékoliv zpracování textu bylo zcela novým polem výzkumu.
O rok později, v červnu roku 1952, byla na MIT uspořádána konference s tématem strojového překladu. Jedním z jejích účastníků byl Leon Dostert, zkušený lingvista a překladatel, který za druhé světové války pracoval jako překladatel pro Francouze v Alžírsku, pro de Gaulla a pro předchůdce CIA. Dostertovým největším úspěchem byl systém simultánního překladu mezi čtyřmi jazyky využitý během Norimberského procesu. 
Na konci konference Dostert přiznal, že na ni jel poněkud skeptický, ale v jejím průběhu byl přesvědčen o možnostech strojového překladu. Jako člověk inklinující k praktickým experimentům spíše než teoretickému bádání usoudil, že by bylo vhodné provést rozsahem omezený experiment, který by ukázal široké možnosti tohoto vědeckého pole.
V duchu této myšlenky začal Dostert připravovat experiment. Jako stroj, na kterém by ukázka strojového překladu byla provedena, byl vybrán počítač IBM 701. Vzhledem k tomu, že při tvorbě programů pro tehdejší počítače bylo nutno specifikovat každou operaci ve strojovém kódu, který byl úzce svázán s daným strojem v závislosti na jeho architektuře, bylo zapotřebí najít programátora s dobrou znalostí tohoto počítače. Pro tuto pozici nakonec Dostert vybral Petera Sheridana. Pro lingvistickou práci na projektu pak vybral Paula L. Garvina, Čechoslováka, který během 2. světové války emigroval do Spojených států.

## Veřejná ukázka
Samotný Georgetownský experiment proběhl 7. ledna 1954 v newyorském sídle IBM. Zprávy o této ukázce automatického překladu se objevily v širokém spektru tištěných médií jak na území Spojených států, tak i v dalších zemích. Jak ukázka přesně probíhala, lze zrekonstruovat pouze z tiskové zprávy, již IBM následně vydalo, a z novinových zpráv, jelikož neexistuje ani záznam, ani dokumentace k původnímu systému. Nutno však podotknout, že se zprávy o události dostatečně shodují, aby bylo možné vytvořit rozumně přesný obraz.
Uvádí se, že při ukázce překladu bylo použito "přes šedesát vět", převážně velmi krátkých z oblasti organické chemie. Soubor vět však obsahoval také zhruba tucet vět tematicky obecných. Nejčastěji se ve zprávách objevovaly ukázky vět s chemickou tematikou, kterými zřejmě experiment začal:
| Ruský originál (a angl. transkripce)                                                                                     | Anglický překlad                                       |
| --- | ------------------------------------------------------ |
| Качество угля определяется калорийностью Kachyestvo uglya opryedyelyayetsya kaloryiynostjyu                              | The quality of coal is determined by calory content    |
| Крахмал вырабатывается механическим путем из картофеля Kraxmal virabativayetsya myexanyichyeskyim putyem yiz kartofyelya | Starch is produced by mechanical methods from potatoes |
| Железо добывается из руды химическим процессом Zhyelyezo dobivayetsya yiz rudi xyimyicheskyim protsyessom                | Iron is obtained from ore by chemical process          |

Novináři do svých zpráv ale neopomněli zahrnout i několik tematicky obecných vět, které přirozeně měly větší potenciál udělat dojem na jejich čtenářstvo:
| Ruský originál (a angl. transkripce) | Anglický překlad                                                                               |
| --- | ---------------------------------------------------------------------------------------------- |
| Мы передаем мысли посредством речи Mi pyeryedayem mislyi posryedstvom ryechi | We transmit thoughts by means of speech                                                        |
| Величина угла определяется отношением длины дуги к радиусу Vyelyichyina ugla opryedyelyayetsya otnoshyenyiyem dlyini dugi k radyiusu                                                   | Magnitude of angle is determined by the relation of length of arc to radius                    |
| Международное понимание является важным фактором в решении политических вопросов Myezhdunarodnoye ponyimanyiye yavlyayetsya vazhnim faktorom v ryeshyenyiyi polyityichyeskyix voprosov | International understanding constitutes an important factor in decision of political questions |
| Владимир является на работу поздно утром Vladyimir yavlyayetsya na rabotu pozdno utrom                                                                                                 | Vladimir appears for work late in the morning                                                  |

## Technická stránka experimentu
V době, kdy experiment proběhl, se počítače, tehdy označované spíše jako počítací stroje nebo stroje na elektronické zpracování dat, používaly téměř výhradně k vojenským účelům, což byly numerické výpočty. Použití pro zpracování textu bylo zcela novým polem, které skýtalo nástrahy z dnešního pohledu triviální – jak reprezentovat v binárním kódu písmena v abecedě, jak transliterovat azbuku a podobně.
K překladu systém využíval lexikon o velikosti pouhých 250 slov, což ukazuje na pečlivou vyladěnost systému na konkrétní použité věty. Systém obsahoval šest gramatických pravidel upravujících pořádek slov ve větě, doplnění slova neexistujícího ve zdrojovém jazyce (ruštině), vypuštění slova ze zdrojového jazyka, které by bylo přebytečné v cílovém jazyce (angličtině) a zohlednění kontextu pro výběr správného významu v cílovém jazyce pro víceznačná slova zdrojového jazyka. Zdrojové texty v ruštině byly pomocí speciálně pro tento účel vytvořených pravidel transkribovány do latinky a uloženy na děrné štítky. Operátor počítače pak děrné štítky vkládal do čtečky v počítači. Výstup po překladu se pak posílal na elektrický psací stroj.

## Slovník
Slovník použitý pro experiment obsahoval 250 položek zvolených přesně tak, aby jejich pomocí bylo možné přeložit vstupní věty. Verze slovníku použitá při ukázce nikdy nebyla zveřejněna, ale Garvin později ve svém článku (1967) poskytl extrakt o 137 položkách, což je dostatečně reprezentativní vzorek. 
Slova ve slovníku byla rozdělena na kořeny a přípony. Jednotlivé položky (jak kořeny, tak přípony) měly až tři kódy. První byl PID (Program Initiaiting Diacritic) a ten značil, které ze šesti pravidel se má použít. Druhý a třetí kód byly zvané CDD (Conextual Determining Diacritics). Druhý kód, tedy CDD_1, značil, jaká kontextová informace se má vyhledat k rozhodnutí, které cílové (anglické) slovo zvolit. Kód CDD_2 indikoval výsledný pořádek slov (přehození, nebo zachování pořádku). 
Překladové ekvivalenty sloužily i k vyřešení problému se členy či předložkami. Je evidentní, že při maximálním počtu dvou ekvivalentů neskýtá toto řešení příliš prostoru a překládané věty skutečně musely být vybrány velmi opatrně. 

## Šest pravidel
Předtím, než pravidla dostal Sheridan na naprogramování, dostali je na ruční otestování lidé, kteří neuměli rusky, a tudíž se jistým způsobem blížili stroji, který textům také nerozuměl. 

### Příklady pravidel
Pravidlo 0 (přeuspořádání podle předchozího kontextu): Pokud má první kód hodnotu 110, je třetí kód u předcházejícího celého slova roven 21? Pokud ano, přehoď tato slova na výstupu (tedy slovo s kódem 21 bude předcházet slovu s kódem 110); jinak zachovej pořádek slov na výstupu. V každém případě se použije překlad 1 slova s kódem 110.
Pravidlo 1 (výběr překladu podle následujícího kontextu): Pokud má první kód hodnotu 121, je druhý kód následujícího celého slova, kořene nebo koncovky roven 221 nebo 222? Pokud je roven 221, použij překlad 1 slova s kódem 121; pokud je 222, použij překlad 2. V každém případě zachovej pořádek slov na výstupu.
Pravidlo 2 (výběr překladu a přeuspořádání podle předchozího kontextu): Pokud má první kód hodnotu 131, je třetí kód předcházejícího celého slova, kořene nebo koncovky roven 23? Pokud ano, použij překlad 2 slova s kódem 131 a zachovej pořádek slov; jinak použij překlad 1 a prohoď tato slova na výstupu.
A podobně.

## Zhodnocení systému
Dostert byl ohledně výsledků extrémně optimistický. Ve svém článku z roku 1955 předložil nápady, jak by se mohl strojový překlad dále rozvíjet. Nadále pracoval s pravidly vázanými na jednotlivá slova ve slovníku a zřejmě se snažil rozvinout myšlenku univerzálních pravidel pro automatický překlad. Předpokládal existenci jakési univerzální gramatiky syntaxe společné pro několik jazyků, avšak nepředložil žádné příklady. Na konci svého článku uvedl s odkazem na Georgetownský experiment, že vzhledem k plynulému, jasnému a autentickému překladu, který byl prezentován během této ukázky, nebyla prokázána potřeba výsledný překlad editovat, aby byl srozumitelný.
Nutno však podotknout, že systém, který byl během Georgetownského experimentu prezentován, byl schopen produkovat použitelný překlad jen na extrémně omezené doméně. Kupříkladu všechny vstupní věty byly oznamovací a neobsahovaly žádné zápory. Také syntaktická pravidla systému byla vytvořena specificky pro vybrané věty a slova v nich, nikoliv obecně. Např. práce s ruskými pády byla velmi omezená, protože buď nebyly překládány vůbec, nebo danému pádu vyskytujícímu se ve vstupních větách byla uměle přiřazena jedna předložka.
Garvin byl ve svém vyhodnocení experimentu z roku 1967 značně střízlivější a uvedl, že systém je schopen přeložit jakékoliv věty, které spadají do úzké specifikace podporovaných vstupních vět, za předpokladu, že se v lexikonu vyskytují příslušná hesla. Dále vyzvihl potenciální rozšiřitelnost systému (lexikonu a pravidel), obecnost pravidel a schopnost pracovat na dlouhých větách, pokud spadají do rámce podporované struktury.
Dalším problémem, který mnoho zpráv zdůrazňovalo, bylo potenciální omezení systému už na vstupu. Ruský text totiž musel být přepsán do anglické transkripce a zakódován na děrné štítky, což byl velmi pomalý proces. Panovalo však všeobecné přesvědčení, že zanedlouho budou k dispozici rychlá a přesná optická čtecí zařízení (OCR). Nutno podotknout, že i v dnešní době dosahuje komerčně dostupný OCR software přesnosti maximálně 98 % a takové systémy tehdy prakticky neexistovaly.

## Bezprostřední implikace
Ačkoliv byl předvedený systém velmi omezený, brzkým následkem experimentu byl grant od CIA pro MIT ve výši 400 000 USD vyplácený po tři roky na podporu rozvoje tohoto pole výzkumu. Následně byl výzkum podpořen dalšími 1 500 000 USD. Na rozvíjejícím se projektu rusko-anglického překladu se podílelo více než 20 vědců ve dvou skupinách, jedni měli na starost rozvoj slovníku, druzí lingvistickou analýzu. Po několika měsících analýzy originálního kódu z experimentu se rozhodli opustit původní kód a začali pracovat na vlastním. Vzhledem k zásadním neshodám mezi vědci ohledně toho, jak by měl systém pro strojový překlad být budován, nechal Dostert každou skupinu pracovat na své teorii a v roce 1957 tak existovaly čtyři skupiny, každá s odlišným přístupem.

## Dlouhodobé důsledky
Nešťastným výsledkem experimentu byl dojem veřejnosti a vlády USA, že plně automatický překlad z jednoho jazyka do jiného je dosažitelný v řádu několika let. Tento dojem trval po mnoho let a vyústil v nekritické financování rozvoje strojového překladu ze strany vlády Spojených států. Výsledky výzkumů na tomto poli vědy však nesplňovaly očekávání, což vyústilo k sestavení komise Automatic Language Processing Advisory Committee (ALPAC). Ta v roce 1966 vydala zprávu, jejíž negativní hodnocení rozvoje strojového překladu zastavilo vývoj výzkumu v této oblasti na další dekádu.